# Salmonella enteritidis
Salmonella enteritidis,  formalment des d'un punt de vista taxonòmic Salmonella enterica subespècie enterica serovar Enteritidis és una serovar de l'espècie Salmonella enterica. És un gammaproteobacteri gramnegatiu anaeròbic que pertany a la família Enterobacteriaceae i al gènere Salmonella. És un dels agents etiològics més freqüents en la salmonel·losi juntament amb Salmonella typhimurium.
El seu reservori principal són els animals domèstics i salvatges. Els principals animals portadors són les aus de corral, porcins, bovins, rosegadors i mascotes com els gats, gossos, ocells i rèptils. Les persones solen contraure la malaltia a través de la ingesta d'aliments d'origen animal contaminats, tot i que també s'han observat casos vinculats amb el consum d'aliments vegetals contaminats amb fems (per via feco-oral), és a dir, els ésser humans també són un reservori.
El seu hàbitat principal és el tracte intestinal de molts vertebrats i s'excreta el microorganisme per les femtes. Un dels principals vehicles de contaminació d'aquest microorganisme són els ous.

## Història
Salmonella deu el seu nom a David Elmer Salmon, un veterinari que en 1884 va descobrir el bacteri durant els seus estudis. Inicialment, es pensava que el gènere incloia més de 2.000 espècies, però més tard les investigacions van mostrar que es tractaven de serotips. En realitat, el gènere Salmonella està format per dues espècies: S. enterica i S. bongori.
Salmonella enteritidis és el causant dels principals brots de salmonel·losi transmesos per aliments des de la dècada dels 1980.
- Als Estats Units, 298 dels 371 brots de Salmonella enteritidis (el 80%) entre el 1985 i el 1999, van estar associats a contaminacions d'ous.
- L'any 2006 es van notificar 165.023 casos de salmonel·losi a la Unió Europea i Salmonella enteritidis va ser la causa de la infecció (62,5% dels casos).[3]
- A Espanya, durant 1997, va ser el serotip més identificat i era el responsable del 75% dels brots familiars i comunitaris. Les contaminacions eren principalment per elaboracions amb ous.[4]

Amb la introducció de vacunes per a les gallines ponedores d'ous contra Salmonella enteritidis va haver una disminució de les infeccions causades pel microorganisme. També han estat involucrats altres factors com la millora de la bioseguretat. Encara que aquests casos de Salmonella han disminuït, pot ser que altres serovars amb propietats similars, gràcies a la seva erradicació, ocupin aquest nínxol lliure.
D'altra banda, l'augment de Salmonella enteritidis va passar de 1.000 informes per infecció al 1982 en Anglaterra (9% de tots els informes de Salmonella) a més de 20.000 informes al 1992 (64% de tots els informes de Salmonella). Aquest augment continuat de la incidència, va comportar càrregues econòmiques que van recaure en el sector públic i industrial, sobretot, a la indústria alimentària.

## Característiques generals
Aquest microorganisme és mòbil, degut a que presenta uns flagels perítrics. També és un anaeròbic facultatiu, no esporulat i no fermenta la lactosa. El que fan, és que fermenten la glucosa i alhora produeixen gas. No produeixen indol, no degraden urea i descarboxilen lisina i ornitina. Són sensibles al calor i poden sobreviure en superfícies com el vidre, l'acer o la ceràmica. A més, tenen una gran plasticitat. El seu metabolisme és quimioorganotròfic.
Es tracta d'un microorganisme àmpliament disseminat. Tot i que no es multiplica significativament a l'ambient pot sobreviure durant diverses setmanes en aigua i diversos anys en el sòl, en cas de tenir unes condicions de pH i humitat favorables. La seva cadena d'infeccions es manté gràcies a un gran nombre de mamífers, rèptils, insectes, ocells i altres animals.
La mida del seu genoma és de 4,64 Mb i consta d'un contingut GC d'un 52%. Dins d'aquest, les seqüències codificants estan distribuïdes en 4.456 CDS. En algunes soques de Salmonella enteritidis, com per exemple la soca LA5, s'ha descrit un gran plasmidi de virulència, el qual està format per 59.374 pb i 103 CDS. El contingut GC d'aquest plasmidi manté el 52%, igual que el global del genoma.
Degut al reduït risc que comporta la manipulació d'aquest microorganisme al laboratori pel manipulador o per l'ambient, està catalogat amb el nivell 1 de Bioseguretat, i, per tant, no comporta un aïllament especial de la zona on estigui sent manipulat.

### Serotipat
Salmonella està dividida en dues espècies: S. enterica i S. bongori. La serotipificació està basada en la classificació de Kauffman i White i consisteix en la caracterització dels antígens somàtics O, antígens flagel·lars H i en algunes ocasions l'antigen capsular Vi (factor de virulència). La majoria dels serotips de Salmonella expressen dos tipus d'antígens flagel·lars: els de fase 1 i els de fase 2. L'expressió d'aquest tipus d'antigen es duu a terme de manera alternativa mitjançant un mecanisme anomenat "canvi de fase".
| Grup | Serovar     | Antigens O   | Antigens H | Antigens H |
| ---- | ----------- | ------------ | ---------- | ---------- |
| Grup | Serovar     | Antigens O   | Fase 1     | Fase 2     |
| D1   | Thypi       | 9, 12, Vi    | d          | -          |
| D1   | Enteritidis | 1, 9, 12     | g, m       | -          |
| D1   | Dublin      | 1, 9, 12, Vi | g, p       | -          |
| D1   | Gallinarum  | 1, 9, 12     | -          | -          |
| D1   | Panama      | 1, 9, 12     | l, v       | 1, 5       |

Salmonella enteritidis es troba dins del grup D1.

### Biofilms

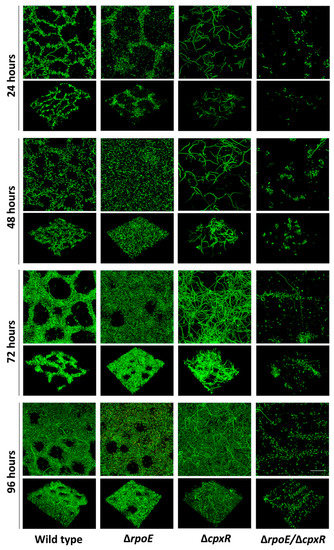
Efectes de la delecció dels gens rpoE, cpxR i rpoE/cpxR en la formació dels biofilms de Salmonella enteritidis amb unes condicions de medi dinàmiques.

Una de les majors problemàtiques en la indústria alimentària és la formació de biofilms, ja que aquests són molt difícils d'eliminar i poden comportar greus conseqüències econòmiques a la indústria i també problemes molt greus per a la salut. Aquests biofilms són poblacions microbianes envoltades d'una matriu que fa que s'adhereixin entre sí i també poden enganxar-se a diferents superfícies. Si ben bé no és gaire conegut el mecanisme de formació d'aquestes biopel·lícules, se sap que hi participen fímbries, pilii, flagels i lipopolisacàrids. S'ha pogut demostrar que aquests biofilms poden provocar que no hi hagi una bona desinfecció dels estris, materials o maquinària, ja que s'ha observat que aquestes agregacions són més resistents a antimicrobians i sobretot a condicions adverses i més extremes que de costum. Això és molt perillós perquè es poden arribar a produir brots de Salmonella enteritidis, que és capaç de colonitzar substrats biològics i abiològics.
Mitjançant un procés experimental, es va poder observar i confirmar que la formació dels biofilms de Salmonella enteritidis està relacionada sobretot amb la concentració de glucosa disponible per als bacteris, que s'emmagatzemarà en grànuls de glicogen i aquests compost és el que es metabolitzarà per formar la matriu del biofilm. Per altra banda també s'ha estudiat el paper clau de l'agregació de les fímbries en la formació de les biopel·lícules. L'òrganul principal en l'adhesió a les cèl·lules és una peça essencial pel biofilm, i un mutant defectiu en aquest component seria deficient a l'hora de formar biopel·ícules.

## Patogènesi
La patogenicitat de Salmonella enteritidis inicia amb l'adhesió i invasió de les cèl·lules de l'epiteli intestinal. Aquesta invasió està mediada pels gens de l'illa de patogenicitat I de Salmonella, els quals no són considerats essencials però faciliten una ràpida expansió del microorganisme. La disseminació de l'infecció a altres teixits és a causa del transport del bacteri mitjançant macròfags inactivats. La majoria de diferències entre aquesta serovarietat i la resta es troben en els gens relacionats amb la patogènesi.

### Factors de virulència
- Lipopolisacàrid (LPS). Els lipopolisacàrids són un dels factors de virulència més importants en els bacteris gramnegatius, sent els causants de la majoria de malalties cròniques i sèpsies al ser alliberats com toxines. Està format per un complex de lípids i polisacàrids. Es localitzen en la membrana externa del bacteri i contribueixen en la integritat d'aquesta. Tenen la important funció de protegir a Salmonella enteritidis de l'acció de les sals biliars i de antibiòtics lipofílics.[15] El component polisacàrid està al voltant del l'antigen central (cadena curta de sucres) i aquesta regió varia la seva estructura entre els diferents gèneres. A aquest antigen central s'uneix a una cadena de 40 oligosacàrids. Interacciona amb el sistema immunitari i està implicat en la interacció hoste-bacteri i per tant, en la seva virulència.[5] Un tret diferencial d'aquesta serovarietat de Salmonella és la major freqüència de producció de lipopolisacàrids d'alt pes molecular. A més a més, algunes soques són capaces de glicosilar els seus LPS a major temperatura, fent aquesta serovarietat capaç de sintetitzar aquest component sense problemes en un ampli rang de diferents organismes i temperatures corporals: 42 °C en ocells, 37 °C en rossegadors i 35 °C en humans.[15]

- Fímbries. Trobem presència de fímbries de tipus 1 i/o 3. Les fímbries de tipus 1, també conegudes com fímbries somàtiques comunes, són habituals a la gran majoria de bacteris gramnegatius. Estan formades principalment per proteïnes d'entre 17 i 21 kDa i algunes minoritàries d'entre 28 i 31 kDa, les quals medien la unió als residus de D-mannosa presents a les superfícies de les cèl·lules hoste.[16] Hi ha una estructura que només trobem als serovars del grup D (S. Gallinarum i S. Enteritidis) que és SEF17. Està implicada en l'adhesió de bacteris als teixits reproductors com l'oviducte o els ovaris. És un dels factors que contribueix a la ràpida propagació del microorganisme.

### Supervivència
Els patògens intracel·lulars poden sobreviure en forma de vacúol o viure en el citoplasma de la cèl·lula hoste. Salmonella tria majoritàriament la formació del vacúol intracel·lular anomenat SCV (Salmonella Containing Vacuole). Aquesta estructura segresta les vies endosòmiques de l'hoste i finalment es juxtaposa al nucli cel·lular fent ús de la xarxa de microtúbuls per derivar nutrició des de l'aparell de Golgi. També posseeix un gran plasmidi de virulència que comporta un cúmul de gens (operó spv).
Salmonella enteritidis, igual que la resta de serovars, esquiva el sistema immunitari a través de canvis en la composició del seu lípid A, localitzat a la seva superfície cel·lular, els quals eviten el seu reconeixement. A més a més, combat l'estrès oxidatiu i nitrosatiu que la cèl·lula exerceix en contra de la seva presència fent ús de la síntesi d'arginasa per part del patogen. Per altra banda, també és capaç de sobrepassar el possible estrès nutritiu per manca de nutrients dins l'hoste amb mecanismes com la producció de tetrationat en excés, la qual l'ajuda en competició davant la microbiota intestinal per tal d'obtenir fonts d'electrons i poder sobreviure

## Simptomatologia
La simptomatologia típica de la salmonel·losi consta de vòmits, nàusees, diarrea, dolor abdominal, febre, mal de cap, etc. (símptomes típics d'una gastroenteritis). Aquests comencen molt aviat després de la infecció (entre 6 i 72 hores després de la exposició al patogen) i poden durar fins a una setmana. Tot i així, l'individu pot presentar diverses complicacions, especialment en les persones amb un sistema immune no del tot eficient, com poden ser els infants, la gent gran i els immunodeprimits. Aquestes complicacions són:
- Deshidratació.
- Septicèmia: la pròpia resposta immune de l'individu enfront a la infecció danya els teixits i pot acabar provocant un xoc sèptic i la mort.[20]
- Abscessos: cavitat tancada on s'acumula pus.[21]
- Artritis reactiva: causa dolor i inflamació muscular. Es pot arribar a presentar un mes després de les primeres complicacions.[22]

La salmonel·losi normalment és una malaltia autolimitada, la seva mortalitat és molt baixa (generalment d'un 1%), però en el cas de Salmonella enteritidis, la mortalitat és més elevada en comparació a la resta d'espècies d'aquest gènere.
Les complicacions cardiovasculars degut Salmonella són rares (produeixen menys del 5% de les bacterièmies) però Salmonella enteritidis es pot adherir a l'endoteli danyat i pot causar complicacions com endocarditis, ateroma o aneurismes, miocarditis i pericarditis. Aquest serotip té més predisposició que altres Salmonella, ja que causa bacterièmies.
Finalment Salmonella enteritidis és una de les principals causes d'enterocolitis. Aquest té un índex d'invasió baix i per tant, normalment, causa enterocolitis autolimitada.

## Aïllament, identificació i diagnòstic
Normalment, per poder fer una bona identificació del patogen, serà necessari d'un preenriquiment i aïllament previ de Salmonella amb medis de cultiu convencionals. Un cop tenim aïllat el gènere, es realitzaran proves més innovadores com ara les tècniques immunològiques i les tècniques moleculars que permetran una correcta identificació del serotip Enteritidis.

### Aïllament

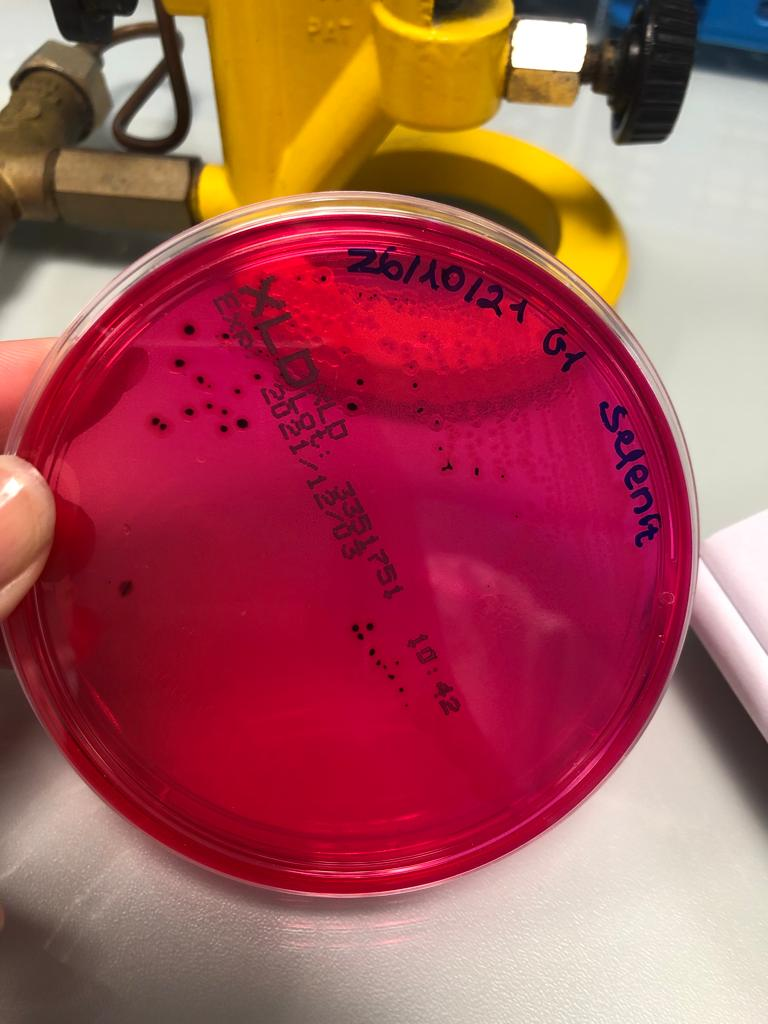
Agar XLD amb sospita de colònies que poden pertànyer al gènere Salmonella

S'ha de tenir en compte la procedència de la mostra, si prové de carn o de la femta d'algun animal.
Primer s'haurà de fer un preenriquiment ja que el bacteri pot ser que es trobi en petites quantitats. Per a poder realitzar aquest pas, es necessita homogeneïtzar la mostra amb un medi no selectiu, com per exemple aigua de triptona amb sal, aigua de peptona o ringer. Es vol aconseguir separar el bacteri del sòlid de la mostra i que quedi al medi de cultiu. Per poder realitzar aquest pas, es poden utilitzar aparells automatitzats com ara un Stomacher, un triturador de fulles o un pulsifier. Un cop realitzat aquest pas, s'haurà d'incubar la mostra a 37 graus durant dues hores per poder conseguir un nombre més elevat de microorganismes; no obstant, es potencia el creixement de tots els microorganismes, per tant posteriorment, es necessita realitzar una fase d'enriquiment. Es poden fer servir medis líquids com per exemple el medi Selenite, que inhibeix la microbiota intestinal però permet el creixement de bacteris del gènere Salmonella; també es pot utilitzar el medi de cultiu de tetrationat, que conté sals biliars, que inhibeix el creixement d'alguns bacteris grampositius i d'alguns enterobacteris. Un cop s'observi creixement en aquests dos tubs, es pot procedir a una sembra en placa, que permetrà obtenir colònies aïllades. En aquest cas es poden utilitzar plaques amb medi selectiu i diferencial, com ara el medi XLD, que conté xilosa, lactosa i dextrosa, també conté dioxicolat de sodi, que inhibeix a bacteris grampositius, conté un indicador de pH que és el vermell fenol i per acabar també conté sulfats fèrrics que si el microorganisme és capaç d'utilitzar, hi haurà producció d'àcid sulfhídric i es formarà un precipitat negre. En el cas dels bacteris del gènere Salmonella no fermenten el sucres presents en aquest medi però sí que utilitzen els sulfats fèrrics, per tant, es veuran colònies vermelles amb un precipitat negre.

### Identificació
Un cop s'han trobat colònies sospitoses de Salmonella es comença a fer una identificació que es pot realitzar per diferents mètodes, com per exemple mètodes qualitatius i/o quantitatius i mètodes bioquímics (aquests dos són els mètodes més tradicionals); però també hi ha mètodes més moderns i innovadors com ara els mètodes immunològics i els moleculars.

#### Mètodes qualitatius i/o quantitatius
Es poden utilitzar medis sòlids com per exemple el medi SM-ID agar, que conté dos substrats com ara XGAL i XGLU per als enzims β-galactosidasa i β-glucosidasa respectivament. Salmonella enteritidis no presenta β-galactosidasa però sí que té β-glucosidasa, per tant es veuran colònies vermelles. Tot i així, en les colònies sospitoses, serà necessari realitzar una prova de confirmació, com per exemple el test MUCAP; que consisteix en la observació de la fluorescència emesa per l'enzim caprilat esterasa al reaccionar amb el substrat i per a eliminar els falsos positius, es realitzarà la prova de la oxidasa, ja que Salmonella enteritidis és oxidasa negativa.

#### Mètodes bioquímics

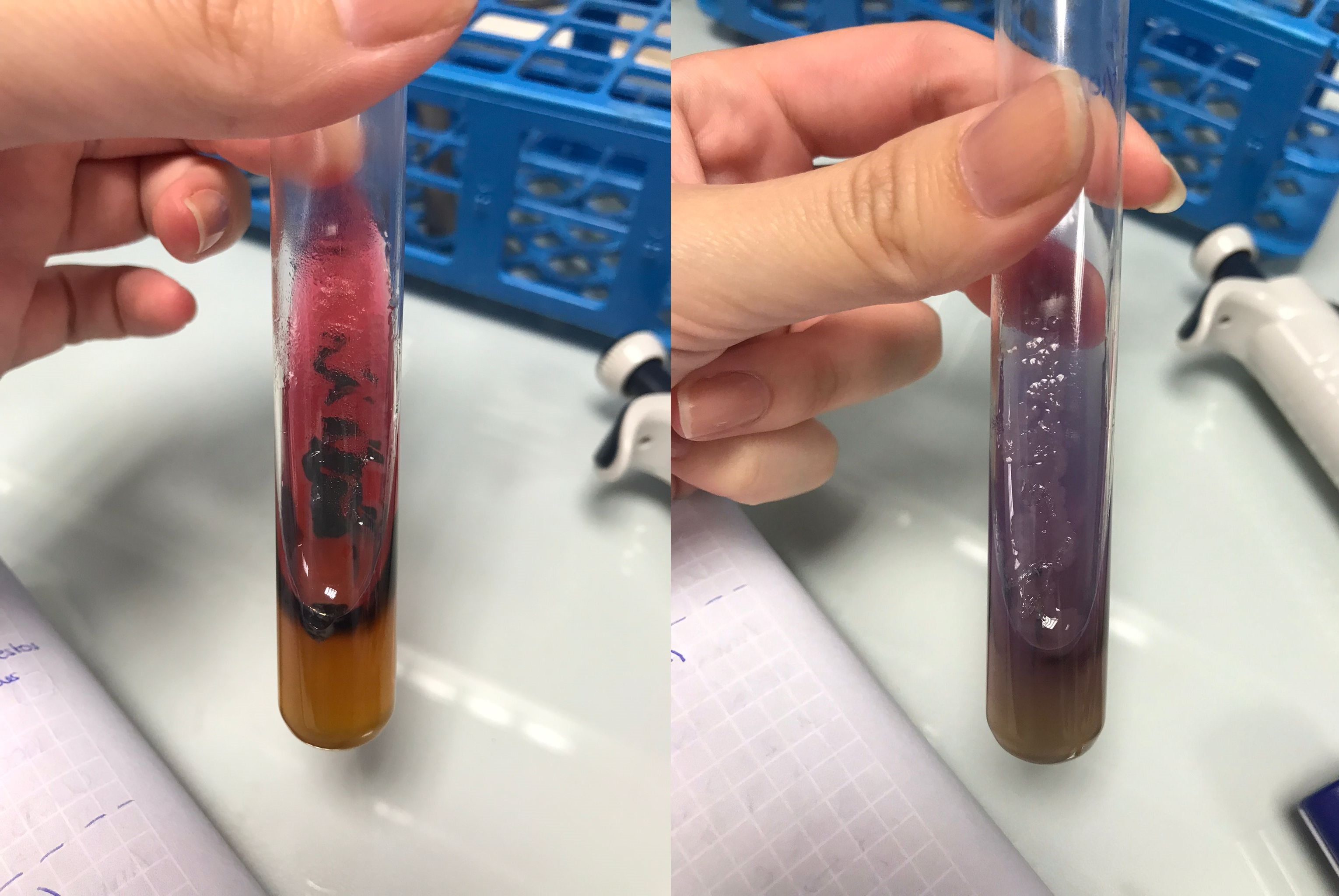
Agars KIA i LIA

A partir de l'aïllament previ realitzat, es pot utilitzar, per exemple la combinació de dos agars com ara l'agar Kligler (KIA) i l'agar LIA. El medi KIA conté glucosa en la fase anaeròbica del tub, lactosa a la fase aeròbica, sulfats fèrrics i un indicador de pH que és el vermell fenol. Per altra banda, el medi LIA, conté lisina, glucosa en baixes concentracions, sulfats fèrrics i un indicador de pH que és el porpra de bromocresol.
En el medi KIA es pot observar quin tipus de sucre fermenta el microorganisme; si hi ha un canvi de color a groc a la part superior del tub, serà capaç d'utilitzar la lactosa i si ha un canvi de color al fons del tub, fermentarà la glucosa en anaerobiosi. En canvi en el medi LIA, si el microorganisme és capaç de fermentar la glucosa es veurà una variació de color a groc, però si un cop consumida tota la glucosa és capaç de fer una descarboxilació de la lisina, a causa de l'augment del pH, tornarà a haver-hi una variació de color a porpra.
En el cas de Salmonella enteritidis fermenta la glucosa en condicions anaeròbiques, produeix àcid sulfhídric (es veu un precipitat negre) i també és capaç d'utilitzar la lisina. Actualment, es troben a l'abast un seguit de sistemes miniaturitzats i automatitzats, que serien les galeries d'identificació que permeten realitzar moltes proves bioquímiques a la vegada, un bon exemple serien els dispositius API.

#### Mètodes immunològics
Es pot fer ús de tècniques basades en la reacció antigen-anticòs per detectar la presència de Salmonella enteritidis. Un dels mètodes més representatius és l'aglutinació mitjançant làtex, basada en anticossos específics d'antígens de Salmonella enteritidis adherits a partícules de làtex que produeixen efecte d'agregació al entrar en contacte amb l'antigen. Per altra banda també es pot emprar altres mètodes com l'enzimimmunoassaig, sent l'ELISA la tècnica per excel·lència i la seva variant en "sandwich" com la més utilitzada per Salmonella. En aquest tipus d'ELISA, l'anticòs específic de l'antigen d'interés es troba en un suport sòlid sobre el que s'afegeix la mostra biològica, que en cas de contenir l'antigen de Salmonella quedarà capturat en la placa i es mostrarà després de l'addició d'un segon anticòs específic pel mateix antigen unit a un enzim que alliberarà un producte amb cert color percebible a ull nu i mesurable amb un espectrofotòmetre. El mètode que s'acaba de descriure pot ser comercialitzat en forma de diferents kits que afegeixen millores a la metodologia base. Com exemple es pot prendre el kit del sistema VIDAS, el qual consta d'un kit diagnòstic automatitzat basat en l'anteriorment definit ELISA. Assaig de 2 hores i 45 minuts aproximadament. Altres kits fusionen l'ELISA amb diferents tècniques, com el cas del kit BioControl 1-2 Test, que fa ús de la combinació dels mètodes ELISA i immunocaptura amb creixement del patogen. Es parteix d'una incubació de la mostra i una posterior introducció en una cambra amb medi de creixement. En cas d'haver presència del patògen hi haurà una migració a la segona cambra, on trobarà anticossos que formaran una immunobanda visible.

#### Mètodes moleculars
Actualment, el mètode molecular més utilitzat és la reacció en cadena de la polimerasa (PCR), que consisteix en obtenir una gran quantitat de còpies d'un fragment d'ADN específic a partir d'una quantitat mínima. Una de les seqüències que s'amplifica per tal de detectar la presència de Salmonella enteritidis és el gen sefA, que és específic del serovar Enteritidis i codifica una proteïna fimbrial. En aquest cas, el procés consisteix en extreure DNA cromosòmic d'una soca de Salmonella enteritidis i amplificar la regió que correspon al gen que codifica la proteïna sefA, formada per 511 parell de bases. Per a dur a terme aquesta amplificació, s'utilitzen uns encebadors específics pel gen SefA: SefA-F i SefA-R. El producte de la PCR és inserit en un vector de clonació i transformat en cèl·lules d'Escherichia coli DH5 alpha, que són cèl·lules modificades genèticament per tal de maximitzar l'eficiència de la transformació. A continuació, s'identifiquen els clons recombinants mitjançant una tècnica anomenada blue-white screen. L'identitat dels plàsmids recombinants es confirma mitjançant una RFLP i seqüenciació. Finalment, s'alinea la seqüència obtinguda amb una base de dades mitjançant el programa BLAST per tal de comprovar que la seqüència correspon al gen sefA de Salmonella enteritidis.
Un altre mètode per identificar Salmonella enteritidis és l'ús d'un xip d'ADN (de l'anglès DNA microarrays). La tècnica consisteix en identificar gens essencials per la persistència del bacteri.

## Tractament
En persones immunocompetents (és a dir, aquelles persones les quals tenen un sistema immunològic completament funcional) no és recomanable realitzar un tractament amb antibiòtics; això només es reserva per a persones immunodeprimides i també per a aquelles persones en les quals el patogen ha aconseguit disseminar-se a altres parts del cos. Normalment el tractament es basa en una rehidratació i una reposició d'electròlits que s'han perdut a causa dels vòmits i la diarrea provocats.

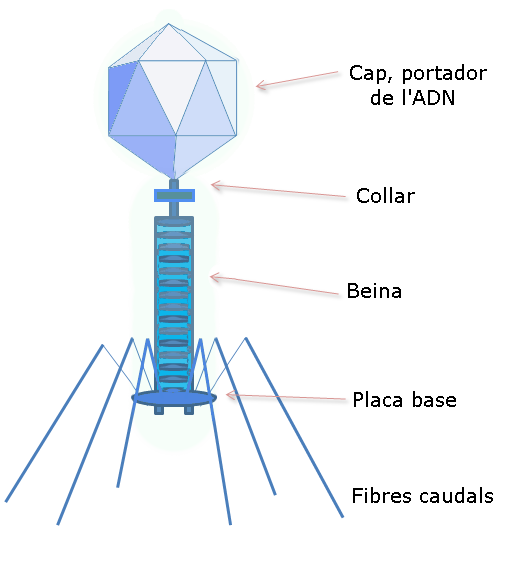
Esquema general d'un bacteriòfag

No obstant, recentment s'ha descobert un tractament que és capaç de reduir la concentració d'aquests bacteris a l'intestí cec dels pollastres destinats a la consumició. Consisteix en un tractament oral amb bacteriòfags. Es va demostrar que s'aconseguia una reducció de la concentració a partir de l'anàlisi de les femtes; per tant, es redueix la probabilitat de contaminació dels productes provinents d'aquests pollastres.

### Resistència a antimicrobians
Es va dur a terme un estudi amb Salmonella enteritidis procedent de diferents aliments i es va trobar una gran proporció de soques resistents, la meitat d'elles multiresistents. Aquestes infeccions resistents s'adquireixen quan consumim menjars contaminants principalment d'origen animal.
- Resistència a les sulfonamides (75,8%).
- Resistència a la nitrofurantoïna (52,8%).
- Resistència a la tetraciclina (15,4%).
- Resistència a la estreptomicina (7,7%).
- Resistència a l'àcid nalidíxic (7,7%).
- Resistència a la gentamicina (5,5%).
- Resistencia a la norfoxacina (3,3%).
- Resistència al trimetoprim (3,3%).
- Resistència a la cefalotina (2,2%).
- Resistència a la ampicil·lina (1,1%).
- Resistència a cloramfenicol (1,1%).[35]

## Epidemiologia
Salmonella és una de les quatre principals causes de malalties diarreiques. La majoria dels casos de salmonel·losi són lleus, però depenen dels factors de l'hoste i del serotip de Salmonella, podent arribar a causar la mort en alguns casos. Salmonella enterica serotip Enteritidis i Salmonella enterica  serovar Tiphymurium són els dos serotips més importants transmesos d'animals a ésser humans.
Cada any, aproximadament 1 de cada 10 persones contrau una malaltia de transmissió alimentària. Les malalties de transmissió alimentària afecten especialment als nens petits. Cada any 550 milions de persones es veuen afectades per aquestes malalties, sent 220 milions nens menors de 5 anys.
En 2018 es van notificar 92.000 casos de salmonel·losi en humans en la Unió Europea. De tots aquests casos, 8.872 van tenir lloc a Espanya. La tendència s'ha estabilitzat durant els últims anys després d'un període de tendència descendent.
La dosis infectiva és de 10⁵ a 108 UFC/g3. Segons l'edat, la salut de l'hoste i les característiques de la soca pot ser d' 1 UFC/g.

## Importància alimentària

### Aliments associats
El gènere Salmonella es transmet per via feco-oral i és eliminada per les femtes dels individus infectats.
Pot contaminar diversos aliments com carn, ous, fruites, hortalisses, especies, nous... També pot haver-hi contaminacions en els peus, pèl o pell dels animals, perquè estan en contacte amb les femtes. D'aquesta manera, els manipuladors dels aliments o persones al càrrec dels animals, també es poden infectar si no mantenen pràctiques higièniques adequades.
Aquests microorganismes sobreviuen durant períodes llargs en els aliments.
| CONDICIONS             | MÍNIM                                                              | ÒPTIM | MÀXIM |
| ---------------------- | ------------------------------------------------------------------ | ----- | ----- |
| Temperatura (°C)       | 5,2 La majoria de serotips no creixen a temperatures menors a 7 °C | 35-43 | 46,2  |
| pH                     | 3,8                                                                | 7-7,5 | 9,5   |
| Activitat hídrica (aw) | 0,94                                                               | 0,99  | >0,99 |

#### Associació epidemiològica
S'ha demostrat l'associació epidemiològica amb:
| - Carn de vaca - Carn d'aus - Carn de porc - Ous - Llet i productes làctics - Peix - Gambetes - Anques de granota | - Espècies - Llevat - Coco - Salses - Aliments preparats amb ou no pasteuritzat o ou cru - Gelatina seca - Mantega de cacauet, cacau i xocolata - Fruites i vegetals |

#### Ous

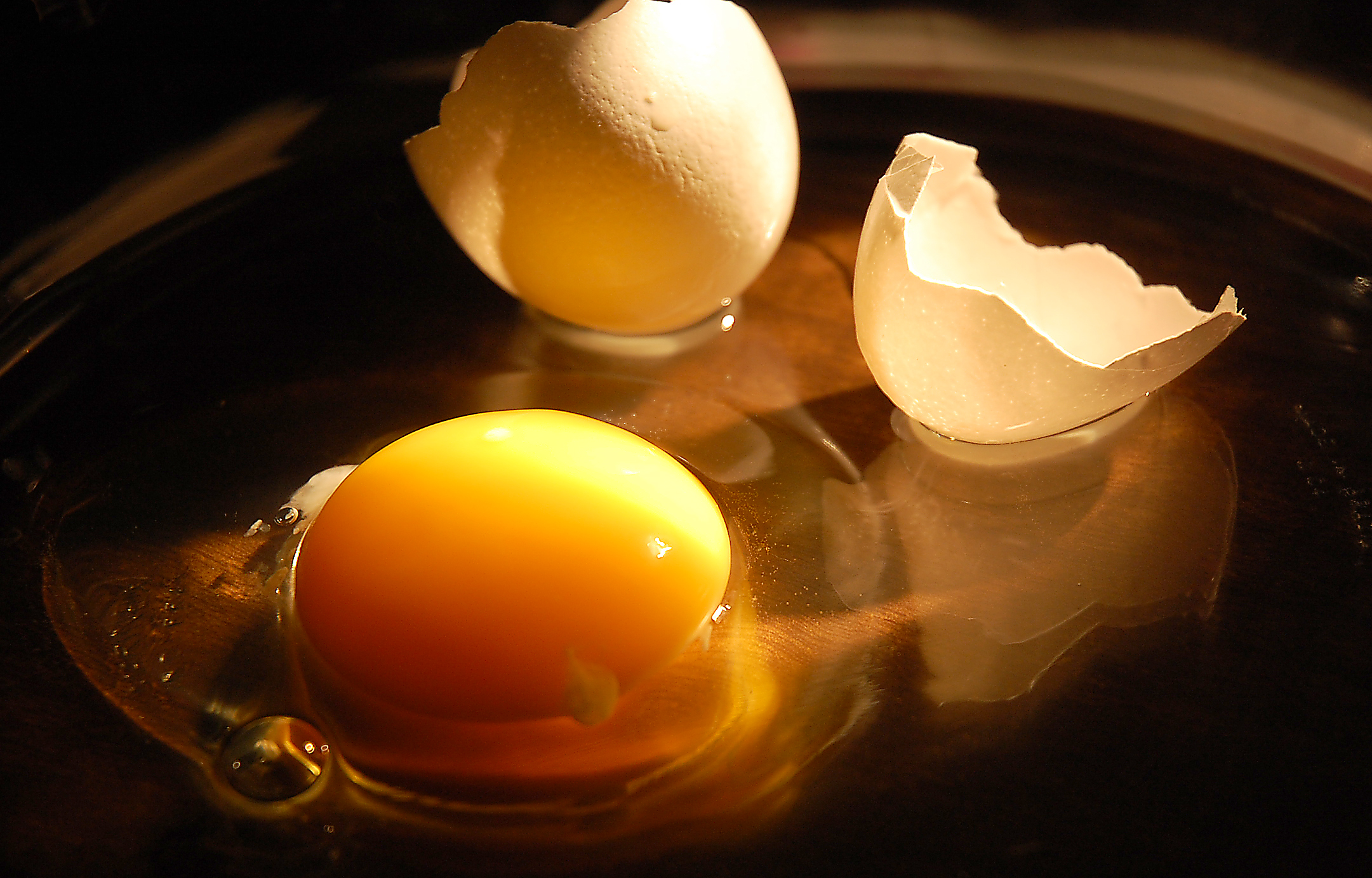
L'ou és el principal vehicle de contaminació

No tots els ous d'una au infectada per Salmonella enteritidis estan contaminats pel bacteri. L'eliminació del microorganisme és temporal i intermitent i aquesta contaminació pot ser tant a l'exterior com a l'interior de l'ou. Qualsevol entorn contaminat pot provocar la contaminació de la closca de l'ou. La presència de fems de pollastre i altres materials orgànics humits afavoreix la persistència i el creixement de Salmonella. També es pot contaminar dintre del sistema reproductiu de la gallina, després de la formació de la closca. Pel que fa a la contaminació interna de l'ou, aquest consta de diferents barreres físiques com la closca i les membranes de la closca que eviten la penetració del bacteri. A més, l'albumen conté proteïnes amb propietats antimicrobianes. També s'han identificat lisozims i ovotransferrines en les membranes de la closca. Malgrat les barreres físiques i les proteïnes amb activitat antimicrobiana, s'ha demostrat que diferents bacteris, entre ells Salmonella, poden pentrar l'ou ràpidament. La closca de l'ou és més fàcil de pentrar immediatament després de la posta. Per una altra banda, els ous exposats a ambients frescos, poden desenvolupar una pressió negativa que permet una migració més fàcil dels bacteris a través de la closca i les membranes. A més, els ous més vells poden patir una deshidratació de la cutícula, que dona lloc a la seva contracció, fent que els porus quedin més exposats. Diferents estudis suggereixen que diferents bacteris poden penetrar la closca de l'ou, però que Salmonella enteritidis presenta mecanismes més eficients per créixer dins del contingut intern de l'ou.
Els aliments que presenten major risc són aquells plats amb ou en la seva elaboració i que no estan completament cuits com el tiramisú, la mousse, els gelats sense pasteuritzar, la maionesa.

### Control i prevenció
Hi ha diverses bones pràctiques per tal de prevenir una toxiinfecció alimentària o la contaminació creuada per S. enteritidis.
Compra:
- No comprar ous que no estiguin etiquetats i que no portin la data de consum preferent. Evitar comprar ous que estiguin bruts o trencats.
- Comprar ous (i productes relacionats) pasteuritzats.
- Comprar carn, peix, ous i productes de reposteria que estiguin refrigerats o congelats.

Emmagatzematge:
- La carn, el peix i el marisc han d'estar refrigerats com més aviat millor després de la compra.
- Evitar que la carn estigui en contacte amb productes de consum directe.
- Emmagatzemar els ous en un espai separat dels altres aliments i mantenir-los a una temperatura de 4 °C o més freda.
- Consumir les salses casolanes immediatament després de ser elaborades. Les salses industrials s'han de mantenir refrigerades un cop iniciat el seu consum.
- Evitar emmagatzemar aliments crus amb aliments preparats.
- Refrigerar els aliments cuinats i les seves sobres fins al seu consum.

Preparació:
- No trencar els ous en les vores dels recipients on vagin a ser batuts.
- No separar les clares dels rovells utilitzant la closca de l'ou.
- Cuinar els plats a una temperatura interna de 71 °C o més.
- Descongelar les carns i els pescats en recipients tancats.

Consum:
- Evitar menjar ous crus o aliments poc cuinats que continguin ous.
- No consumir carn poc cuinada.
- No prendre llet crua (no pasteuritzada o uperitzada).

Higiene:
- Rentar-se les mans amb aigua calenta i sabó abans i després de menjar o haver tocat algun animal.
- Rentar les superfícies i utensilis en contacte amb els aliments abans i després del seu ús

#### Marc normatiu
A la Unió europea el Reglament (CE) Nº2160/2003 estableix l'obligatorietat legal d'adoptar mesures per detectar la presència de Salmonella en totes les etapes de la producció. L'objectiu és disminuir la seva prevalença i el risc que suposa per a la salut de la població. L'aplicació dels programes nacionals de control (PNC) han de tenir aquesta finalitat. Aquests s'han d'adaptar a les circumstàncies de cada país. Les espècies animals que es troben sota el control d'aquests programes són les aus de corral i els porcins, tot i que es preveu ampliar el seu marc d'actuació a altres espècies animals.